# Korejská univerzita zahraničních studií
Korejská univerzita zahraničních studií (korejsky 한국외국어대학교 – Hanguk ögugŏ tähakkjo, zkráceně Hankuk z revidovaného přepisu korejštiny) je přední soukromá univerzita v Jižní Koreji. Má dva školní areály – v Soulu a Jonginu. Mezinárodně používá také částečný anglický překlad jména „Han kuk University of Foreign Studies“, odkud je i používaná zkratka HUFS.